# Петров, Алексей Иванович (Герой Советского Союза, 1925)
Алексей Иванович Петров (6 февраля 1925, Остров, Псковская губерния — 6 июля 1943, Поныровский район, Курская область) — участник Великой Отечественной войны, командир расчёта 45-мм орудия 84-го гвардейского истребительно-противотанкового дивизиона 75-й гвардейской стрелковой дивизии 17-го гвардейского стрелкового корпуса 13-й армии Центрального фронта, гвардии младший сержант, Герой Советского Союза (1943, посмертно).

## Биография
Алексей Иванович Петров родился в 1925 году в городе Остров (ныне Псковской области).
В армию призван в 1942 году, на фронте Великой Отечественной войны — с 1943 года.
Во время Курской битвы гвардии младший сержант А. И. Петров командовал расчётом орудия в составе наводчика гвардии красноармейца П. П. Волкова, заряжающего гвардии красноармейца М. М. Чепрасова, номеров расчёта гвардии красноармейцев А. К. Чичерина и Макарова. Расчёт действовал в составе батареи гвардии капитана М. И. Пахомова 84-го гвардейского отдельного истребительно-противотанкового дивизиона. В этом бою дивизион занимал позиции в передовой линии обороны 241-го гвардейского стрелкового полка 75-й гвардейской стрелковой дивизии.
На рассвете 6 июля 1943 года немецкие войска, введя в бой свежие крупные силы танков, продолжили наступление в районе станции Поныри. В наградном листе на гвардии младшего сержанта А. И. Петрова командир 84-го гвардейского ОИПТД гвардии капитан М. И. Пахомов написал:

Орудийный расчёт Петрова, находясь в боевых порядках пехоты и поддерживая её огнём своей пушки, отразил ряд атак танков и пехоты противника.
Видя, что фашисты не подводят свои танки Т-6 к нашему переднему краю, а ведут огонь по боевым порядкам с дальних позиций, Петров принял дерзкое решение — выдвинуть пушку далеко за передний край. Под ураганным огнём танков врага расчёт на руках покатил пушку вперёд.
Ошеломлённые дерзостью действий расчёта Петрова фашисты открыли по нему бешеный огонь, но горсточка смельчаков уверенно продолжала выкатывать пушку на сближение с вражескими танками.
Приблизившись на расстояние 100 метров, Петров открыл огонь по танкам врага. На пушку храбрецов фашисты пустили пять средних танков. Первыми же выстрелами Петров, лично стреляя из пушки, поджёг 2 танка, вынудив остальные повернуть назад.
Через несколько минут более роты пехоты пыталось окружить и пленить расчёт пушки. Ведя круговой обстрел, расчёт Петрова отразил атаки пехоты, уничтожив картечью и огнём автоматов более 100 фашистов.

Взбешённые невиданным героизмом и упорством пяти советских воинов фашисты пустили три танка Т-6 на расчёт Петрова. Подкалиберными снарядами были подбиты один за другим ещё два танка Т-6 противника. Третьим танком расчёт с пушкой был раздавлен, геройски погибнув, не оставив свои позиции и не пропустив танки врага.
Указом Президиума Верховного Совета СССР от 7 августа 1943 года за отвагу и героизм, проявленные в борьбе с немецко-фашистскими захватчиками, гвардии младшему сержанту Петрову Алексею Ивановичу присвоено звание Героя Советского Союза.
А. И. Петров похоронен в братской могиле в селе Ольховатка (Поныровский район, Курская область).
За этот бой П. П. Волкову и М. М. Чепрасову присвоено звание Героя Советского Союза (посмертно), А. К. Чичерин награждён медалью «За боевые заслуги».

## Награды
- Медаль «Золотая Звезда» Героя Советского Союза (7 августа 1943);
- орден Ленина.

## Память
- На братской могиле в селе Ольховатка Поныровского района Курской области, где похоронен А. И. Петров, создан мемориал героям северного фаса Курской дуги[5].
- В посёлке Поныри Курской области именем Героя названа улица, а в мемориальном комплексе установлена стела с именем и портретом А. И. Петрова[6].
- На родине Героя в городе Остров Псковской области есть улица Петрова, его имя увековечено на памятнике героям-островичам. На фасаде школы № 2, в которой учился А. И. Петров, установлена мемориальная доска.

Памятники
В Ольховатке
В Острове